# Nisslas Marit Matsdotter
Nisslas Marit Matsdotter, kallad Nilla, född 9 september eller november 1813 i Malungs socken, död 12 maj 1886 i Malungs församling, var en gårdfarihandlare eller knalle från Dalarna. 
Hon kom från Grimsåker och gifte sig 1840 med en jämnårig man i Östra Utsjö, Göllä Jonas Olsson. Sedan hon tidigt blivit änka 1845 överlät hon gårdens jordbruk på anställda och blev själv gårdfarihandlare. Dalarna var känt för att under 1800-talet ha lika många kvinnliga som manliga knallar eller gårdfarihandlare, och sådana kunde färdas omkring i hela Sverige och även utomlands till Norge, ofta klädda i sockendräkt och med en stor skinnsäck som kännetecken. Nilla tillhörde de mest kända av dessa, blev en känd profil och färdades längs handelsdistrikt i Öster- och Västergötland. Hon var framgångsrik och hade sex anställda som köpte upp varor och täckte områden hon själv inte hann med under sina turnéer.